# Légion des Allobroges
La Légion des Allobroges est une unité militaire créée sous la Révolution française le 13 août 1792 à Grenoble.

## Historique
La Légion des Allobroges, forte d'environ 2 500 hommes a été créée par François Amédée Doppet le 13 août 1792 à Grenoble. Elle est composée d'infanterie, de dragons légers et d'une compagnie d'artillerie. Aux termes de la loi, les Allobroges, c'est-à-dire les Savoisiens, devaient seuls y être admis, mais ce ne fut pas le cas, la majeure partie des hommes étant Dauphinois. 
La légion des Allobroges fait partie de l'armée du Midi puis de l'armée des Alpes, sous les ordres du général Anne-Pierre de Montesquiou-Fézensac, et des troupes qui occupent la Savoie en septembre 1792 afin de pousser les habitants à demander leur annexion à la France, puis combattent la révolte royaliste et fédéraliste à Orange, Pont-Saint-Esprit, Avignon, la mise à sac de l'Isle-sur-Sorgue, le château de Cadenet, Salon, Aix-en-Provence, Septèmes et Marseille avant de participer au siège de Toulon. Affectée à l'Armée des Pyrénées orientales elle participe au combat d'Oms et à la 2e bataille du Boulou. Le 22 juillet 1794 le 6e bataillon de volontaires de l'Ariège est incorporé, à Perpignan, dans la Légion. 
Lors du premier amalgame, en 1795 :
- Le 1er bataillon sera amalgamé dans la 4e demi-brigade légère bis de première formation.
- Le 2e bataillon sera également amalgamé dans la 4e demi-brigade légère bis de première formation.
- Les dragons passèrent au 15e régiment de dragons

Lors du second amalgame, la 4e demi-brigade légère bis de première formation est incorporée dans la 27e demi-brigade légère de deuxième formation

## Personnalités
- Joseph Marie Dessaix alors capitaine.
- François Amédée Doppet alors lieutenant-colonel.
- Pierre Louis Dupas alors capitaine des carabiniers
- Jean Mathieu Seras alors capitaine des carabiniers
- Louis Pierre Aimé Chastel alors capitaine des carabiniers
- François Louis Forestier alors lieutenant des chasseurs à pied
- Antoine Arnaud alors sous-lieutenant des chasseurs à pied
- Jean-Louis Richter alors capitaine des dragons légers
- Louis Pierre Aimé Chastel alors lieutenant des dragons légers